# Chetone angustilineata
Chetone angustilineata là một loài bướm đêm thuộc phân họ Arctiinae, họ Erebidae.